# 中-東部馬來-玻里尼西亞語族
中-東部馬來-玻里尼西亞語族是馬來-玻里尼西亞語族的一個分支，包含的超過700多種語言 (Blust 1993)。

## 分布
中-東部馬來-玻里尼西亞語族語言主要分布於位在班達海的小巽他群島和摩鹿加群島，大約相等於印尼東努沙登加拉省、摩鹿加省以及東帝汶（除了帝汶島及其鄰近島嶼一些使用巴布亞諸語言的地區以外），但要加再上延伸至西努沙登加拉省松巴哇島東半部的畢馬語和北摩鹿加省西南角蘇拉群島的蘇拉語群。分布區域中主要的島嶼有松巴哇島、松巴島、佛羅勒斯島、帝汶島、布魯島和希蘭島。主要語言包含佛羅勒斯島西部的畢馬語、芒加萊語、西帝汶的瓦布梅托語以及東帝汶的官方語言德頓語。

## 系譜分類
在最初提案中，中-東部馬來-玻里尼西亞語族分為中部和東部兩支。然而，中部語族包含所有非東部語族的語言，多半被認為是概括性術語，而非語言分群上有效的演化支。
中部馬來-玻里尼西亞語族語言可能形一個語鏈（linkage）。雖然這些語言之間的聯繫有一些微弱的證明，但它們仍無法形成一個連貫的群體。許多中部語族語言的特色往往不見於地理上的極端點。因此，一些語言學家認為它僅是一個語鏈（linkage）；更保守地說，中部語族可視為一個純粹的便捷性術語，囊括中-東部馬來-玻里尼西亞語族之中非東部馬來-玻里尼西亞語族的語言 (Grimes 1991)。
東部馬來-玻里尼西亞語族的範圍，自哈馬黑拉海濱一路延伸，橫跨太平洋。一些內部的分群仍有爭議，因為多半的證據都僅是根據詞彙性的，而沒有共同的音韻創新。與此相反的是，其下的兩個分支：南哈馬黑拉-西紐幾內亞語族和大洋洲語族能夠明確地依據音韻和詞彙創新建立起來，普遍認為是有效的分群。

### 批評
Donohue & Grimes (2008) 認為中-東部馬來-玻里尼西亞語族並非有個有效的演化支，甚至不認為這些語言可以形一個語鏈。他們認為許多中部馬來-玻里尼西亞語族或中-東部馬來-玻里尼西亞語族的特色可見於一些保守的西部馬來-玻里尼西亞語族，甚或台灣南島語。

## 語言
由於沒有太多證據能支持涵蓋較大的分群方式，以下列出的一些分群方式可能為暫時性的。
- 中部馬來-玻里尼西亞語族
  - 畢馬語：分布於松巴哇島東半部。
  - 松巴-佛羅勒斯語群：分布於松巴島周圍和小巽他群島中的佛羅勒斯島。
  - 佛羅勒斯-倫巴塔語群：分布於小巽他群島，主要在佛羅勒斯島東部及其東面一些鄰近的小島。
  - 塞拉魯語群：分布於印尼塔寧巴爾群島。
  - 卡伊-塔寧巴爾語群：分布於摩鹿加群島南部的卡伊群島和，邦巴賴半島北部。
  - 阿魯語群：分布於印尼阿魯群島。
  - 中部摩鹿加語群：分布於希蘭島、布魯島、安汶島、卡伊群島和蘇拉群島。
  - 帝汶語群（亦稱帝汶-巴巴語群）：分布於帝汶島、鄰近的韋塔島以及巴巴群島（依分類方式）。
  - 科韋埃語：分布於新幾內亞邦巴賴半島。
  - 泰奧爾-庫爾語群：分布於印尼卡伊群島鄰近地區。
- 東部馬來-玻里尼西亞語族
  - 南部哈馬黑拉-西部紐幾內亞語族：分布於印尼北摩鹿加省哈馬黑拉海沿岸及附近島嶼以及巴布亞省和西巴布亞省的極樂鳥灣。
  - 大洋洲語族：分布於玻里尼西亞，以及美拉尼西亞和密克羅尼西亞多數地方。

## 腳註
1. ↑  Hammarström, Harald; Forkel, Robert; Haspelmath, Martin; Bank, Sebastian (编). . . Jena: Max Planck Institute for the Science of Human History. 2016.
2. ↑  Blust, R. (1993).
Central and Central-Eastern Malayo-Polynesian. （页面存档备份，存于） Oceanic Linguistics, 32(2), 241–293.
3. ↑  Ross, Malcolm (2005), "Some current issues in Austronesian linguistics", in D.T. Tryon, ed., Comparative Austronesian Dictionary, 1, 45–120. Berlin: Mouton de Gruyter.
4. ↑  Mark Donohue and Charles E. Grimes. 2008. Yet More on the Position of the Languages of Eastern Indonesia and East Timor. Oceanic Linguistics.

## 外部連結
- LexiRumah(part of the Lesser Sunda linguistic databases（页面存档备份，存于）)
- Reconstructing the past through languages of the present: the Lesser Sunda Islands（页面存档备份，存于）